# Antonio Garrido Correas
Antonio Garrido Correas (Peraleda de la Mata, Espanya, 1964), és poeta, traductor i treballa en la creació pictòrica amb elements de la terra (pintura tel·lúrica).
Va fer la traducció del llibre El Petit Príncep d'Antoine de Saint-Exupéry a l'extremeny en 1999, sota el títol El Prencipinu. Va ser coordinador de la traducció i edició de la mateixa obra a la Fala de Xálima: "U/O pequenu príncipi".
Un dels seus poemes, Tengu un osinu de peluchi, figura en Iberia Polyglotta d'Hans-Ingo Radatz e A Torrent-Lenzen, com a mostra textual de l'extremeny. Antonio ha participat a diversos congressos fent les seves ponències sempre en extremeny.